# 黑色風暴樂團
黑色風暴樂團（Krypteria）是一支來自於德國的力量金屬樂團。樂團成立於2001年，現任主唱是韓國籍女主唱Ji-In Cho。一開始樂團是想要與不同的歌手合作，但在2004年Ji-In Cho成為樂團主唱。他們目前發行了四張錄音室專輯和一張EP。

## 樂團歷史
2001年，Chris Siemons、Frank Stumvoll 和 S.C. Kuschnerus 想做出一張帶有奇幻色彩的音樂CD。這時候還沒有主唱，因為他們想在專輯中與不同的歌手合作。2003年，他們的首張作品《Krypteria》發行。將近一年後，印尼發生了大規模的南亞大海嘯，德國電視台 RTL Television 邀請他們錄製義賣單曲《Liberatio》。不久之後Ji-In Cho成為樂團主唱。
2005年，他們的第二張專輯《In Medias Res》發行。這張專輯在主唱家鄉南韓引起了廣大聽眾的注意。他們的單曲《Victoriam Speramus》在南韓排行榜獲得冠軍。
黑色風暴樂團的第三張作品是張EP，名為《Evolution Principle》，發行於2006年。
2007年1月19日，樂團發行了他們的第四張作品（也是第三張專輯），名為《紅天使的眼淚》。標題是來自歌曲《The Night All Angels Cry》裡的歌詞。《紅天使的眼淚》是目前樂團最成功的作品。
2008年年初，樂團宣布他們正在進行第四張錄音室專輯的錄製工作，新專輯計畫於冬季發行。
2009年8月28日，黑色風暴樂團發表了最新錄音室專輯《My Fatal Kiss》

## 團員
| 姓名            | 樂器 | 圖片 |
| --------------- | ---- | ---- |
| Ji-In Cho       | 主唱 |      |
| Chris Siemons   | 吉他 |      |
| Frank Stumvoll  | 貝斯 |      |
| S.C. Kuschnerus | 鼓   |      |

## 音樂作品

### 錄音室專輯與EP
| 標題                                 | 發行日期      | 類型       | 廠牌            | 備註 |
| ------------------------------------ | ------------- | ---------- | --------------- | ---- |
| 《Krypteria》                        | 2003年        | 錄音室專輯 | Synergy Records | ---  |
| 《In Medias Res》                    | 2005年        | 錄音室專輯 | Synergy Records | ---  |
| 《Evolution Principle》              | 2006年        | EP         | Synergy Records | ---  |
| 《紅天使的眼淚》（Bloodangel's Cry） | 2007年1月15日 | 錄音室專輯 | Synergy Records | ---  |
| 《My Fatal Kiss》                    | 2009年8月28日 | 錄音室專輯 | Synergy Records | ---  |
| 《All Beauty Must Die》              | 2011年4月22日 | 錄音室專輯 | Liberatio Music | ---  |

### 單曲
- 《Liberatio》（2005）
- 《Victoriam Speramus》（2005）
- 《Somebody Save me》（2007）

## 外部連結
- 官方網站
- 黑色風暴的MySpace主頁
- 2007年8月黑色風暴樂團專訪（页面存档备份，存于）